# Adamu
Adamu fou un primerenc rei assiri, i apareix com el segon entre els "disset reis que vivien en tendes de campanya" dins de les Cròniques de Mesopotàmia. Les Cròniques de Mesopotàmia afirmen que Adamu va succeir Tudiya. L'assiriòleg Georges Roux afirmava que Tudiya hauria viscut pels volts del 2450 aC — c. 2400 aC. L'ús més antic conegut del nom "Adam" com a nom veritable a la historicitat és Adamu. Gairebé res se sap, per contra,sobre el regnat d'Adamu.

## Context geopolític
Tudiya és succeït a la Llista de reis assiris per Adamu i llavors posteriorment per tretze sobirans: Yangi, Suhlamu, Harharu, Mandaru, Imsu, Harsu, Didanu, Hanu, Zuabu, Nuabu, Abazu, Belu i Azarah. Res concret es coneix encara sobre aquests noms, tot i que s'ha observat que una tauleta babilònia molt més tardana que llista el llinatge ancestral de Hammurabi de Babilònia, sembla haver copiat els mateixos noms des de Tudiya fins a Nuabu, tot i que en una forma fortament danyada. Els reis assiris antics (com ara Tudiya), que es registren com a "reis que vivien en tendes de campanya", en un primer moment haurien estat governants de pastors seminòmades independents, d'altra banda; Assíria era originalment un oligarquia en lloc d'una monarquia. Aquests reis tenien en algun moment arribaren a estar totalment urbanitzats i va fundar la ciutat estat d'Assur.
En els informes arqueològics inicials d'Ebla, semblava que l'existència de Tudiya era confirmada amb el descobriment d'una tauleta en la qual es declarava que havia conclòs un tractat per al funcionament d'un karum al territori eblaíta, amb el "rei" Ibrium d'Ebla (que ara se sap que en el seu lloc havia estat el visir del rei Isar-Damu d'Ebla.) tota aquesta lectura és ara qüestionable, ja que diversos estudiosos han argumentat recentment que el tractat en qüestió no va ser amb el rei d'Assíria Tudiya en absolut, sinó més aviat amb el rei sense nom d'un lloc segurament anomenat "Abarsal". Assíria sembla que ja havia estat fermament involucrada en el comerç d'Anatòlia en aquell moment; la primera referència coneguda als karums d'Anatòlia a Hatti es va trobar en les tauletes cuneïformes posteriors que descriuen el període inicial de l'Imperi accadi. En virtut d'aquestes tauletes, els comerciants assiris a Buruixkhanda havien implorat l'ajuda del seu governant, Sargon d'Acad, i aquesta denominació continuaria existint al llarg d'Assíria durant prop de mil set-cents anys. El nom "Hatti" apareix en relats posteriors del net de Sargon d'Accad (Naram-Sin d'Accàdia) fent campanyes a Anatòlia. Els comerciants assiris i accadis havien estès l'ús de l'escriptura, en forma d'escriptura cuneïforme de Mesopotàmia, a Anatòlia i el Llevant.
Els assiris i sumeris havien quedat subjectes als accadis, centrats a Mesopotàmia central c. 2400 aC. L'Imperi accadi afirmava que abastava els voltants, els "quatre cantons del món". Els governants assiris havien quedat subjectes a Sargon d'Accad i els seus successors, i la ciutat estat d'Assur s'havia convertit en un centre administratiu regional de l'Imperi, tal com es denota per les tauletes de Nuzi].
La regió d'Assíria, al nord de la seu de l'imperi i al centre de Mesopotàmia, havia estat coneguda com a Azuhinum en els registres accadis. Cap al final del regnat de Sargon d'Accad, la facció d'Assíria s'havia rebel·lat contra ell; "Les tribus d'Assíria, a la part alta del país, al seu torn atacaren, però després deposaren les armes, i Sargon es va establir a les seves llars i els va colpir fortament.”